# Сайдон (Раштский район)
Сайдон (тадж. Сайдон) — село в Раштском районе Таджикистана. Входит в состав сельской общины (джамоата дехота) Калаи-Сурх. Расстояние от села до центра района (пгт Гарм) — 10 км, до центра джамоата (село Калаи-Сурх) — 6 км. Население — 229 человек (2017 г.), таджики. Население в основном занято сельским хозяйством.